# はりた照久
はりた 照久（はりた てるひさ、1952年2月15日 - ）は、大阪府出身の日本の俳優。身長180 cm。体重80 kg。血液型はO型。本名および旧芸名は榛田 照久（読み同じ）。

## 略歴
関西学院大学卒業。かつてはスタートに所属していた。

## 出演

### 映画
- 「火垂るの墓」（1988年4月16日） - 声

### Vシネマ
- 「首領への道」（1998年5月21日） - 平川弘介 役

### テレビドラマ

#### NHK
- 連続テレビ小説
  - 「よーいドン」（1982年10月4日 - 1983年4月2日） - 瀬川 役
  - 「都の風」第39話・第40話（1986年11月19日・11月20日） - 刑事 役
  - 「あすか」第114話（2000年2月21日）
  - 「まんてん」第127話・第128話（2003年3月3日・3月4日）
  - 「てるてる家族」第40話・第49話（2003年11月13日・11月24日） - プロデューサー 役
  - 「風のハルカ」第41話 - 第43話・第67話・第75話・第79話（2005年11月18日 - 11月21日・12月19日・12月28日・2006年1月7日） - 一瀬 役
  - 「芋たこなんきん」第1話 - 第3話（2006年10月2日 - 10月4日） - 吉田寅男 役
  - 「ちりとてちん」第65話（2007年12月14日） - 客 役
  - 「カーネーション」第45話・第46話（2011年11月23日・11月24日）
- 銀河テレビ小説
  - 「裸足のシンデレラ」（1988年2月22日 - 3月11日）
  - 「わが歌・我愛你」（1988年10月3日 - 10月28日）
- 「地を這う虫」（1999年9月9日）
- 「バブル」第4話（2001年1月26日）
- 「恋する京都」最終話（2004年3月15日）
- 「最後の忠臣蔵」第5話（2004年12月3日） - 大久保忠増 役
- 「大化改新」前編・後編（2005年1月1日・1月2日、NHK BShi）
- 「新・はんなり菊太郎〜京・公事宿事件帳〜」第3話（2007年1月25日）
- 「ジャッジ 〜島の裁判官奮闘記〜」第1話（2007年10月6日）

#### 日本テレビ
- 「花真珠」（1990年4月2日 - 9月28日）
- 火曜サスペンス劇場 → DRAMA COMPLEX
  - 「京都・女性記者シリーズ」第5作（1992年1月14日） - 野本 役
  - 「河井継之助 駆け抜けた蒼龍」（2005年12月27日）
- 「八百八町夢日記 第2シリーズ」
  - 第12話「哀しみの刺客」（1992年1月14日） - 米蔵 役
  - 第17話「暗闘」（1992年2月18日） - 内田多聞 役
  - 第29話「見えぬ疫病神」（1992年7月21日）
- 「半七捕物帳」第15話（1993年2月2日） - 弥市 役
- 「闇を斬る!大江戸犯科帳」第13話（1993年6月1日）
- 「江戸の用心棒II」第13話（1996年2月13日）
- 「さむらい探偵事件簿」第1話（1996年10月29日）

#### TBS
- 妻そして女シリーズ → ドラマ30
  - 「その時がきた」（1982年1月6日 - 3月26日）
  - 「君のままで」第17話（2000年12月26日）
  - 「ドレミソラ」第27話（2002年9月3日）
  - 「ショコラ」第5話（2003年5月30日）
  - 「デザイナー」第23話（2005年11月2日）
  - 「暖流」第31話・第34話（2007年5月28日・5月31日）
- 月曜ドラマスペシャル → 月曜ゴールデン
  - 「刑事ガンさんシリーズ」第1作（1992年7月6日）
  - 「遺品整理人 谷崎藍子」第1作（2010年5月24日） - 宝田 役
  - 「赤かぶ検事奮戦記」第5作（2015年2月2日） - 貴金属店主 役
- 「笑顔の広がる街」（1998年12月25日）
- 水戸黄門シリーズ
  - 「水戸黄門 第28部」第14話（2000年6月12日） - 梅吉 役
  - 「水戸黄門 第29部」第3話（2001年4月16日）
  - 「水戸黄門 第30部」第9話（2002年3月4日） - 与平 役
  - 「水戸黄門 第31部」第13話（2003年1月20日） - 網元 役
  - 「水戸黄門 第32部」第2話（2003年8月4日）
  - 「水戸黄門 第33部」第21話（2004年9月13日） - 和泉屋 役
  - 「水戸黄門 第35部」第10話（2005年12月12日）
  - 「水戸黄門 第36部」
    - 第10話「夫婦の絆は河内節」（2006年10月9日） - 市兵衛 役
    - 第18話「若君救った女将の秘密」（2006年12月4日）

  - 「水戸黄門 第37部」第9話（2007年6月4日） - 番頭 役
  - 「水戸黄門 第39部」第5話（2008年11月10日） - 茂作 役
  - 「水戸黄門 第40部」
    - 第2話「好色強欲の悪党ども!」（2009年8月3日）
    - 第11話「悪を一喝 世話焼き美人」（2009年10月19日）

  - 「水戸黄門 第42部」第5話（2010年11月8日）
- 「大江戸を駈ける!」第5話（2000年12月25日） - 小津屋 役

#### フジテレビ
- 「どてらい男」第69話・第70話・第72話（1975年1月28日・2月4日・2月18日）
- 花王名人劇場「裸の大将放浪記」第5作（1980年5月3日）
- 「千利休とその妻たち」（1983年10月27日） - 栄助 役
- 「それいけ! ズッコケ三人組」第24話（1985年9月20日）
- 「父子の対話」（1989年11月20日）
- 「学校の怪談」第2話（1994年1月21日）
- 「お礼は見てのお帰り ナニワのべっぴん刑事」第3作（1999年1月5日） - 伊東 役

#### テレビ朝日
- 部長刑事シリーズ
  - 「連続アクチュアルドラマ・部長刑事」
    - 第951話「はたちの娘」（1977年1月15日）
    - 第1024話「こわされた金魚鉢」（1978年6月10日）
    - 第1151話「虫の群れに襲われた女」（1980年11月15日）
    - 第1154話「二万五千円の子供」（1980年12月6日）
    - 第1190話「シャブ汚染は今…」（1981年8月15日）
    - 第1205話「悪女の長い葬列」（1981年11月28日）
    - 第1214話「試合をいどまれた刑事」（1982年1月30日）
    - 第1224話「都会の密室・A級ホテル殺人事件」（1982年4月10日）
    - 第1234話「雨の日の脅迫者」（1982年6月19日）
    - 第1265話「巷に雪が降る如く」（1983年1月22日）
    - 第1280話「少女対猟銃」（1983年5月7日）
    - 第1286話「こわい女房と離婚する方法」（1983年6月18日）
    - 第1383話「おもしろ事件③ 仲人が殺された」（1985年4月27日）
    - 第1450話「犯人は異星人?」（1986年8月9日）
    - 第1538話「歩く死体」（1988年4月23日）

  - 「新・部長刑事 アーバンポリス24」第448話（2000年6月17日）
  - 「部長刑事シリーズ・警部補マリコ」第12話（2002年1月19日）
- 必殺シリーズ
  - 「必殺仕事人」第70話（1980年10月10日） - 若月 役
  - 「新・必殺仕事人」最終話（1982年6月25日） - 柏木 役
  - 「必殺仕切人」第10話（1984年11月2日） - 長兵衛 役
  - 「必殺仕事人2009」第5話（2009年2月13日）
  - 「必殺仕事人2010」（2010年7月10日）
- 赤かぶ検事奮戦記シリーズ
  - 「赤かぶ検事奮戦記」第3話（1980年10月17日）
  - 「赤かぶ検事奮戦記II」第12話（1982年2月19日） - 刑事 役
  - 「赤かぶ検事の逆転法廷」第10話（1992年3月9日）
- 土曜ワイド劇場
  - 「京都殺人案内」
    - 第5作「母恋桜が散った」（1981年5月23日） - 助手 役
    - 第7作「麻薬にけがされた修学旅行女子高生」（1983年1月22日） - 沢田義一 役
    - 第9作「歌謡界の裏を暴け」（1984年3月24日） - 司会者 役
    - 第11作「美人社長誘拐さる!」（1985年10月19日） - 川瀬 役

  - 「奈良大和路茶の湯の旅」（1987年8月1日）
  - 「京都妖怪地図」第6作（1994年11月19日）
- 火曜スーパーワイド「和久峻三の祇園のゲイシャ弁護士」第2作（1989年8月29日）
- 「幻影〜ゲンヱイ〜」第1話・第3話（2008年5月31日・6月14日） - 本城道弘 役

#### テレビ東京
- 「斬り捨て御免! 第2シリーズ」第20話（1981年8月19日）
- 付き馬屋おえん事件帳シリーズ
  - 「付き馬屋おえん事件帳 第1シリーズ」第3話（1990年1月26日）
  - 「付き馬屋おえん事件帳 第3シリーズ」最終話（1995年6月26日）
- 「月影兵庫あばれ旅 第2シリーズ」最終話（1990年12月23日）
- 「あばれ医者嵐山」第6話（1995年11月13日） - 清松 役
- 「逃亡者 おりん」第9話（2006年12月22日） - 多治見屋 役

### その他
- 「いい話みつけ旅」（1988年4月3日 - 9月25日）

### テレビアニメ
- 「じゃりン子チエ」（TBS）
  - 第3話「激突! 小鉄対アントン」（1981年10月24日）※クレジットは「アリタ照久」
  - 第4話「テツの薬はゴロンパー」（1981年10月31日）※クレジットは「ハリタ照久」
  - 第13話「おバァのホームラン」（1982年1月16日） - 一塁手 役 ※クレジットは「ハリタ照久」
  - 第27話「ヒラメ、いかるがの絶唱」（1982年5月14日） - 先生 役 ※クレジットは「ハリタ照久」
- 「チエちゃん奮戦記 じゃりン子チエ」（TBS）
  - 第3話「秋風にいきなりギックリ」 - 常連客3 役
  - 第16話「かたぎ屋厄除け騒動」 - ノレン屋 役
  - 第27話「生き残りお化け合戦」 - ヤクザD 役